# Dzintars Jaundžeikars
Dzintars Jaundžeikars   (República Socialista Soviètica de Letònia, 14 de febrer de 1956 - 16 de març de 2022) va ser un polític letó, membre del partit LPP/LC i diputat del 9è Saeima (Parlament de Letònia). Va començar el seu mandat com a diputat el 16 de novembre de 2006. Jaundžeikars fou Ministre de l'Interior de Letònia entre el 3 de novembre de 2005 i el 7 de novembre de 2006, dins el Primer Gabinet Kalvītis.